# خوزه مندز کابساداس
خوزه مندز کابساداس (انگلیسی: José Mendes Cabeçadas؛ ۱۹ اوت ۱۸۸۳ – ۱۱ ژوئن ۱۹۶۵) یک سیاست‌مدار اهل پرتغال بود.